# Christa Wiese
Christa Wiese (República Democrática Alemana, 25 de diciembre de 1967) es una atleta alemana retirada especializada en la prueba de lanzamiento de peso, en la que consiguió ser medallista de bronce mundial en pista cubierta en 1989.

## Carrera deportiva
En el Campeonato Mundial de Atletismo en Pista Cubierta de 1989 ganó la medalla de bronce en el lanzamiento de peso, llegando hasta los 19.75 metros, tras la también alemana Claudia Losch (oro con 20.45 metros) y la china Huang Zhihong.